# Bogorodsk
Bogorodsk (russisch Богоро́дск) ist eine Stadt in der Oblast Nischni Nowgorod in Russland. Sie hat 33.957 Einwohner (Stand 2024) und ist Verwaltungszentrum des gleichnamigen Rajons. Bogorodsk liegt etwa 43 km südwestlich von Nischni Nowgorod.

## Geschichte

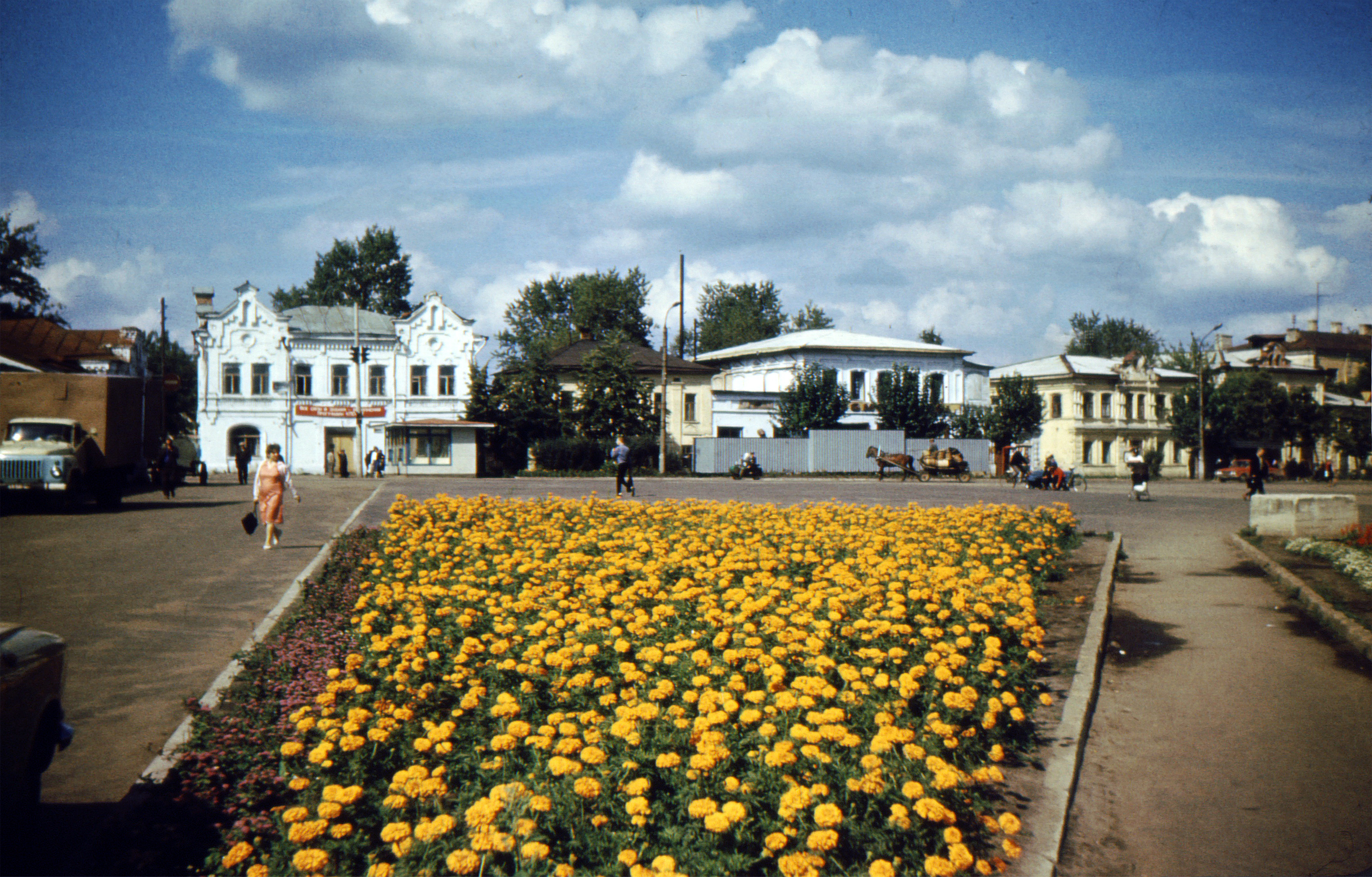
Roter Platz in Bogorodsk (1985)

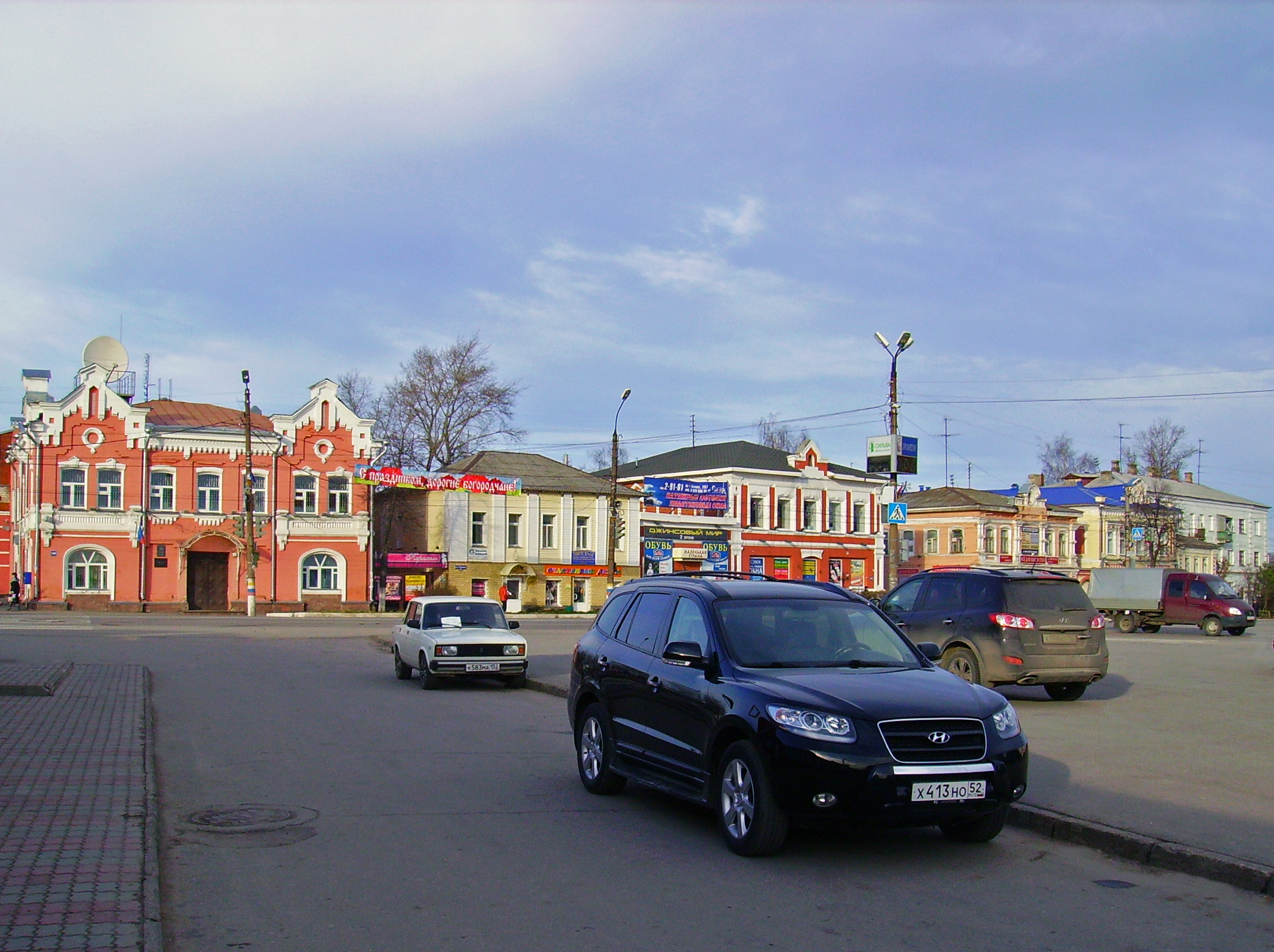
Roter Platz in Bogorodsk (2012)

Bogorodsk besteht seit 1570. Seine Entstehung hat der Ort etwa 300 bei Iwan dem Schrecklichen in Ungnade geratenen Siedlern aus Nischni Nowgorod zu verdanken, die von ihm dorthin verbannt worden waren. Anfangs hieß das Dorf Bogorodizkoje oder auch Bogoroditschnoje, abgeleitet von Bogorodiza (= Gottesmutter). Später entwickelte sich im Ort die Lederverarbeitung, ab dem 17. Jahrhundert kamen weitere Handwerke hinzu. Den Stadtstatus erhielt Bogorodsk aber erst 1923.

### Bevölkerungsentwicklung
| Jahr | Einwohner |
| ---- | --------- |
| 1939 | 21.431    |
| 1959 | 29.950    |
| 1970 | 36.517    |
| 1979 | 37.355    |
| 1989 | 38.401    |
| 2002 | 37.095    |
| 2010 | 35.499    |

Anmerkung: Volkszählungsdaten

## Wirtschaft und Infrastruktur
Das Lederhandwerk hat in Bogorodsk bis heute überdauert; insgesamt gibt es in der Stadt vier Fabriken zur Lederverarbeitung, ferner Schuh-, Textil- und Baustofffabriken.
Die Stadt hat einen Bahnhof an der Eisenbahnstrecke von Pawlowo  nach Nischni Nowgorod.

## Söhne und Töchter der Stadt
- Anatoli Solonizyn (1934–1982), Schauspieler